# Тифліс — Париж і назад
«Тифліс — Париж і назад» (інша назва: «Тбілісі-Париж-Тбілісі») — радянський художній фільм 1980 року, знятий режисером Лейлою Абашидзе на кіностудії «Грузія-фільм».

## Сюжет
Напівказка-напівбиль про посудомийку Теа, на якій одружився генерал Шервашидзе, що спився. Втікши з наймитом Гіо до Парижа, вона дуже скоро зустрілася там з генералом і князем Манучаром, що промотав свій стан. Теа та всі її друзі засумували по батьківщині — і вирушили до рідної Грузії на повітряній кулі. Пролетівши всього п'ятнадцять миль, герої від німецько-французького кордону рушили пішки по шпалах.

## У ролях
- Лейла Абашидзе — Теа Шервашидзе (озвучила Тамара Сьоміна)
- Резо Есадзе — Гіо (озвучив Олег Анофрієв)
- Ерос Манджгаладзе — генерал Шервашидзе (озвучив Микола Граббе)
- Кахі Кавсадзе — князь Манучар Абхаїдзе (озвучив Артем Карапетян)
- Рамаз Чхіквадзе — Нестор (озвучив Олег Мокшанцев)
- Фрунзик Мкртчян — Рачік Мовсесян, тбіліський вірменин (озвучив Володимир Ферапонтов)
- Гія Перадзе — грузин в Парижі (озвучив Руслан Ахметов)
- Зураб Капіанідзе — Одішелідзе (озвучив Володимир Протасенко)
- Геннадій Кирик — роль другого плану
- Лео Антадзе — роль другого плану
- Тінатін Жоржоліані — роль другого плану
- Давид Папуашвілі — покупець дзеркала
- Арчіл Мачабелі — роль другого плану
- Шалва Херхеулідзе — Дурмішхан, губернатор
- Йосип Хаїндрава — слуга губернатора
- Анзор Урдія — Тедо, слуга губернатора
- Аміран Кадейшвілі — роль другого плану
- Василь Чхаїдзе — Юлон, будівельник повітряної кулі
- Манана Цховребова — роль другого плану
- Шалва Гедеванішвілі — роль другого плану
- Юрій Васадзе — продавець взуття
- Зураб Качкачішвілі — роль другого плану
- Вахтанг Панчулідзе — пропонував Гіо на вулиці вино
- Віктор Лексиков — барон

## Знімальна група
- Режисер — Лейла Абашидзе
- Сценаристи — Лейла Абашидзе, Леван Челідзе
- Оператор — Гіві Рачвелішвілі
- Композитор — Джансуг Кахідзе
- Художник — Гія Лаперадзе